# Заозерне (Федоровський район)
Заозе́рне (каз. Заозерное) — село у складі Федоровського району Костанайської області Казахстану. Входить до складу Ленінського сільського округу.
Населення — 259 осіб (2021; 411 у 2009, 443 у 1999, 537 у 1989).